# 金羽佳
金羽佳（Jin Yujia，1997年2月6日—），新加坡女子羽毛球運動員。

## 簡歷
金羽佳的母親為原中國國家羽毛球隊運動員杨年红。在2009年時因母親前往新加坡擔任青年隊教練，當時12歲的金羽佳也跟隨母親來到新加坡。目前金羽佳為新加坡國家羽毛球隊運動員。
2016年11月，金羽佳與普特里·萨里·戴维·西特拉合作出戰印度尼西亞羽毛球國際挑戰賽女子雙打項目，在準決賽中以0比2的成績（4-21、13-21）不敵馬來西亞的林芸如/葉錚雯組合，止步於4強。

## 主要比賽成績
只列出曾進入準決賽的國際賽事成績：
| 年份   | 賽事                     | 公開賽級別 | 項目     | 拍檔                    | 成績   |
| ------ | ------------------------ | ---------- | -------- | ----------------------- | ------ |
| 2016年 | 越南羽毛球國際系列賽     | 國際系列賽 | 混合雙打 | Bimo Adi Prakoso        | 準決賽 |
| 2016年 | 印尼羽毛球國際挑戰賽     | 國際挑戰賽 | 女子雙打 | 普特里·萨里·戴维·西特拉 | 準決賽 |
| 2016年 | 印度羽毛球國際挑戰賽     | 國際挑戰賽 | 女子雙打 | 普特里·萨里·戴维·西特拉 | 準決賽 |
| 2016年 | 印度羽毛球國際挑戰賽     | 國際挑戰賽 | 混合雙打 | Bimo Adi Prakoso        | 準決賽 |
| 2017年 | 伊朗羽毛球國際挑戰賽     | 國際挑戰賽 | 女子雙打 | 普特里·萨里·戴维·西特拉 | 亞軍   |
| 2017年 | 新加坡羽毛球國際系列賽   | 國際系列賽 | 女子雙打 | 普特里·萨里·戴维·西特拉 | 準決賽 |
| 2017年 | 印度羽毛球國際系列賽     | 國際系列賽 | 女子雙打 | 普特里·萨里·戴维·西特拉 | 冠軍   |
| 2017年 | 印度羽毛球國際系列賽     | 國際系列賽 | 混合雙打 | Bimo Adi Prakoso        | 準決賽 |
| 2017年 | 印度羽毛球國際挑戰賽     | 國際挑戰賽 | 女子雙打 | 普特里·萨里·戴维·西特拉 | 準決賽 |
| 2018年 | 馬來西亞羽毛球國際挑戰賽 | 國際挑戰賽 | 女子雙打 | 普特里·萨里·戴维·西特拉 | 準決賽 |
| 2018年 | 蒙古國羽毛球國際賽       | 國際系列賽 | 女子雙打 | 普特里·萨里·戴维·西特拉 | 冠軍   |
| 2018年 | 蒙古國羽毛球國際賽       | 國際系列賽 | 混合雙打 | Bimo Adi Prakoso        | 冠軍   |
| 2018年 | 南澳洲羽毛球國際賽       | 國際挑戰賽 | 混合雙打 | Bimo Adi Prakoso        | 準決賽 |
| 2018年 | 新加坡羽毛球國際系列賽   | 國際系列賽 | 女子雙打 | 普特里·萨里·戴维·西特拉 | 準決賽 |
| 2019年 | 老撾羽毛球國際系列賽     | 國際系列賽 | 女子雙打 | 林明慧                  | 冠軍   |
| 2019年 | 東南亞運動會羽球比賽     | 其他       | 女子團體 | －                      | 銅牌   |
| 2022年 | 愛沙尼亞羽毛球國際賽     | 國際系列賽 | 女子雙打 | 黄嘉盈                  | 準決賽 |
| 2022年 | 愛沙尼亞羽毛球國際賽     | 國際系列賽 | 混合雙打 | 郭俊良                  | 準決賽 |
| 2022年 | 東南亞運動會羽毛球比賽   | 其他       | 女子團體 | －                      | 銅牌   |
| 2022年 | 意大利羽毛球國際賽       | 國際挑戰賽 | 女子雙打 | 黄嘉盈                  | 亞軍   |
| 2022年 | 丹麥羽毛球大師賽         | 國際挑戰賽 | 女子雙打 | 黄嘉盈                  | 亞軍   |
| 2022年 | 英聯邦運動會羽毛球比賽   | 其他       | 混合團體 | －                      | 銅牌   |
| 2022年 | 越南羽毛球公開賽         | 超級100賽  | 女子雙打 | 黃嘉盈                  | 準決賽 |
| 2022年 | 巴林羽毛球國際挑戰賽     | 國際挑戰賽 | 女子雙打 | 黃嘉盈                  | 準決賽 |
| 2022年 | 馬來西亞羽毛球國際挑戰賽 | 國際挑戰賽 | 女子雙打 | 黃嘉盈                  | 冠軍   |
| 2023年 | 波蘭羽毛球公開賽         | 國際挑戰賽 | 女子雙打 | 黄嘉盈                  | 冠軍   |
| 2023年 | 東南亞運動會羽毛球比賽   | 其他       | 女子團體 | －                      | 銅牌   |
| 2024年 | 本迪戈羽毛球國際賽       | 國際挑戰賽 | 混合雙打 | 高永傑                  | 冠軍   |
| 2024年 | 雪梨羽毛球國際賽         | 國際挑戰賽 | 混合雙打 | 高永傑                  | 準決賽 |
| 2024年 | 古瓦哈蒂羽毛球大師賽     | 超級100賽  | 混合雙打 | 許永凱                  | 準決賽 |
| 2024年 | 奧迪沙羽毛球大師賽       | 超級100賽  | 混合雙打 | 許永凱                  | 亞軍   |
| 2024年 | 孟加拉羽毛球國際挑戰賽   | 國際挑戰賽 | 混合雙打 | 許永凱                  | 冠軍   |

| 2007-2017年 | 首要超級賽 | 超級賽 | 黃金大獎賽 | 大獎賽 | 國際挑戰賽 | 國際系列賽 | 未來系列賽 | 其他 |

| 2018-2026年 | 總決賽 | 超級1000賽 | 超級750賽 | 超級500賽 | 超級300賽 | 超級100賽 | 國際挑戰賽 | 國際系列賽 | 未來系列賽 | 其他 |

### 奧運會和世錦賽參賽紀錄
|          | 搭檔   | 2022 | 2023 |
| -------- | ------ | ---- | ---- |
| 女子雙打 | 黄嘉盈 | 16強 | 32強 |